# Yasemin Kozanoğlu
Yasemin Kozanoğlu (* 7. Juli 1978 in Istanbul) ist eine türkische Schauspielerin und Model.

## Leben und Karriere
Kozanoğlu wurde als Tochter des Geschäftsmanns Ahmet Kozanoğlu und der Prominentin Ahu Tuğbay am 7. Juli 1978 in Istanbul geboren. Sie ging an das Özel Eseniş Lisesi und arbeitete später in der Videoproduktion in England. Danach begann Kozanoğlu mit dem Modeln und wurde eines der bekanntesten Models in der Türkei. Ihr Debüt gab sie 2000 in Çilekli Pasta. Außerdem spielte sie noch in Yeşil Işık, Avcı, Romantik, Hürrem Sultan und Avrupalı mit.

## Filmografie
Filme
- 2000: Çilekli Pasta
- 2001: Yeşil Işık
- 2001: Avcı
- 2002: Romantik
- 2003: Hürrem Sultan
- 2007: Avrupalı